# W pogoni za lepszej jakości życiem
W pogoni za lepszej jakości życiem – jedyny album polskiego duetu hip-hopowego Małolat & Ajron wydany 7 stycznia 2005 nakładem wytwórni Prosto we współpracy z DJ-em Pandą.
Ta płyta to połączenie dwóch stylów – ulicznego i ciężkiego z bardzo subtelnym i lirycznym. Bezkompromisowe teksty opisujące rzeczywistość łączą się z utworami o lekkiej i niekiedy śmiesznej tematyce. Na krążku pojawiło się wielu polskich raperów: Sokół, Ero, Ten Typ Mes, Eis, Kafar, Włodi, czy brat Małolata, Pezet.
Nagrania dotarły do 14. miejsca zestawienia OLiS. 
Pochodząca z albumu piosenka „Wkurwiam się” znalazła się na 42. miejscu listy 120 najważniejszych polskich utworów hip-hopowych według serwisu T-Mobile Music.

## Lista utworów
CD
1. „To tylko M&A”
2. „W tej grze” (gościnnie: Setka)
3. „Przestępcze myśli” (gościnnie: Włodi)
4. „W weekendy żyjąc”
5. „Rodzice”
6. „Sąsiedzi” (gościnnie: Sokół, Ero)[A]
7. „Rap z boiska” (gościnnie: Kafar)
8. „Piszę tekst” (gościnnie: Ten Typ Mes)[B]
9. „Ostatnia szansa”
10. „Klasyk (rap miejski)”[C]
11. „One” (gościnnie: Eis)
12. „Wkurwiam się”
13. „Trzeba żyć” (gościnnie: Pezet)[D]

Notatki
- A^ W utworze wykorzystano sample z piosenki „Czaruj mnie” w wykonaniu Bajm[4].
- B^ W utworze wykorzystano sample z piosenki „Bezlitosne Fatum” w wykonaniu Fatum[4].
- C^ W utworze wykorzystano sample z piosenki „Zielony skarb” w wykonaniu Fatum[4].
- D^ W utworze wykorzystano sample z piosenki „Love at First Sight” w wykonaniu The Stylistics[4].

| 2xLP |
| --- |
| Strona A 1. „W tej grze” 2. „Przestępcze myśli” 3. „W weekendy żyjąc” 4. „Rodzice” 5. „Sąsiedzi” Strona B 1. „Rap z boiska” 2. „Piszę tekst” 3. „Ostatnia szansa” 4. „Klasyk (rap miejski)” 5. „Wkurwiam się” 6. „Trzeba żyć” Strona C 1. „W tej grze (instrumental)” 2. „Przestępcze myśli (instrumental)” 3. „W weekendy żyjąc (instrumental)” 4. „Rodzice (instrumental)” 5. „Sąsiedzi (instrumental)” 6. „Accapella” Strona D 1. „Rap z boiska (instrumental)” 2. „Piszę tekst (instrumental)” 3. „Ostatnia szansa (instrumental)” 4. „Klasyk (intrumental)” 5. „Wkurwiam się (instrumental)” 6. „Trzeba żyć (instrumental)” 7. „Accapella” |